# Saga Gärde
Saga Gärde, född 24 februari 1979 i Råsunda i Solna kommun, är en svensk skådespelare och regissör.

## Biografi
Gärde fick sitt genombrott 2002 i SVT:s ungdomsserie Spung, där hon spelade Petra. Hon har studerat dokumentärfilm på Biskops Arnös dokumentärfilmslinje och Stockholms dramatiska högskola och teaterregi på Teaterhögskolan i Malmö. Hennes dokumentär Lisas känsla fick ett hedersomnämnande vid Tempo dokumentärfilmsfestival 2013 för sin visualitet och magiska realism och producerades av Silverosa film.
Sedan 2012 arbetar Gärde främst som regissör med scenkonst och film genom dokumentära processer och komposition som metod. I samarbete med ljuddesignern David Gülich har hon gjort radiodrama för Sveriges Radio av Athena Farrokhzads debut Vitsvit (2015) och monologen Brev till en krigerska (2016). Under hösten 2018 regisserade hon Labyrint på Unga teatern (Malmö Stadsteater), en föreställning skriven i samarbete med poeten Felicia Mulinari om döden och hur en familjs migrationshistoria villkorar det sista avskedet. Labyrint vann pris för "Årets katharsis" på Scenkonstgalan i Göteborg 2019.

## Filmografi

### Roller
- 1992 – En komikers uppväxt (TV-serie)
- 2003 – Flamingo
- 2002–2004 – Spung (TV-serie)
- 2004 – Fjorton suger
- 2006 – Hombres
- 2006 – Det ordet finns inte
- 2006 – Bad Dreams
- 2006 – Offside
- 2006 – Du & jag
- 2006 – Wallander – Blodsband
- 2007 - Playa del Sol
- 2008 – Istället för abrakadabra
- 2008 – Dildon – en skakande historia
- 2009 – Balladen om Beatrice
- 2009 – Original
- 2009 – Because the Night
- 2009 – Livet i Fagervik (TV-serie)
- 2009 – Emellan
- 2010 – Änglavakt
- 2010 – Den ryska dörren
- 2011 – Sakrament
- 2012 – Flimmer
- 2012 – Nobels testamente
- 2012 – Odjuret
- 2012 – Pojktanten
- 2012 – Tennis (röst)
- 2014 – Nånting måste gå sönder
- 2013 – Lisas känsla
- 2015 – Drottning Kristina – den vilda drottningen
- 2015 – Arne Dahl: Mörkertal
- 2016 – Ni ska se att jag har rätt
- 2017 – Väg 13
- 2016 – Rum 213 (röst)

### Regi och manus
- 2009 – Babysister (även klippning)
- 2013 – Lisas känsla (även klippning)
- 2016 – Ni ska se att jag har rätt (även klippning)
- 2018 – Wild Dogs

### Produktion
- 2011 – Jag är konstnär
- 2016 – Ni ska se att jag har rätt
- 2018 – Wild Dogs

## Teater

### Roller
| År   | Roll | Produktion                                      | Regi            | Teater       |
| ---- | ---- | ----------------------------------------------- | --------------- | ------------ |
| 2003 |      | Cabaret John Kander, Fred Ebb och Joe Masteroff | Alexander Öberg | Backa teater |